# Nicolas Fafiotte
 (février 2013).
Nicolas Fafiotte est un styliste français, né à Oyonnax.

## Biographie
Ses parents tiennent une épicerie à Oyonnax.
Depuis sa jeunesse, Il est fasciné par la mode. 
Ses créations sont spécialisées dans la mousseline, l'organza, le tulle, les cristaux ou bien encore le plastique[réf. nécessaire].
Il conçoit les robes des 5 finalistes de l'élection de Miss France entre 2006 et 2019,,.